# Світ мистецтва (журнал)
«Світ мисте́цтва» (рос. Мир искусства) — літературно-художній ілюстрований журнал, орган об'єднання «Світ мистецтва» і (до 1903 року) — письменників-символістів. Видавався з 1898 по 1904 рік у Петербурзі. Виходив раз на два тижні, а з 1901 року — 1 раз на місяць. За 6 років — вийшло 96 номерів.
Видавці — Марія Тенішева і Сава Мамонтов (у 1899), згодом — Сергій Дягілєв (головний редактор). З 1904 року обов'язки співредактора виконував також Олександр Бенуа.
У 1903 році виходило також окреме видання «Хроніка журналу «Світ мистецтва».
З журналом пов'язана рання творчість українського художника-графіка та ілюстратора Георгія Нарбута, формування його необарокового стилю.
Часопис став початком цілої серії літературно-художніх журналів Російської імперії. Після «Світу мистецтв» з'явилися «Терези», а потім — «Аполлон», «Золоте руно» та інші.

## Тематика

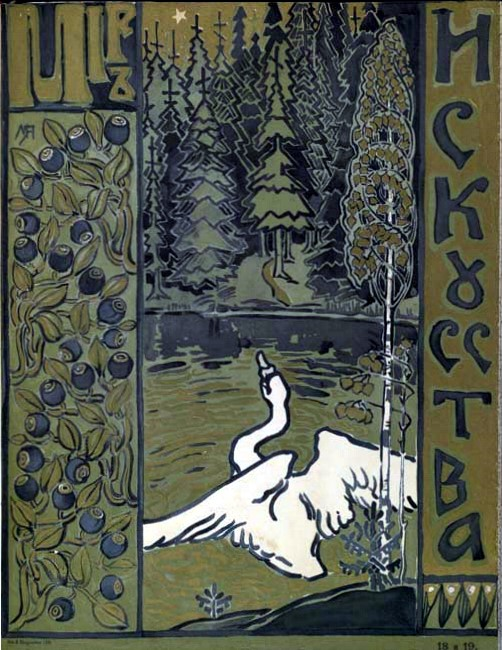
Обкладинка журналу за 1899 рік

Часопис знайомив читачів з сучасним художнім життям закордону та Російської імперії. У виданні друкували статті та замітки Сергія Дягілєва, Олександра Бенуа, Ігоря Грабаря; переклади творів Ріхарда Мутера та Юліуса Мейєр-Грефе; репродукції сучасного західно-європейського живопису та графіки і живопис художників Російської імперії, тощо. На сторінках часопису також розглядалися питання літератури у зв'язку з іншими художніми проблемами. Різні їх аспекти висвітлював Дмитро Філософов та представники Срібної доби (Дмитро Мережковський, Зінаїда Гіппіус, Андрій Бєлий, Валерій Брюсов, Микола Мінський, Василь Розанов, Лев Шестов та інші).
Журнал відстоював принципи вільної творчості і об'єднував художників нового покоління — Валентина Сєрова, Ісаака Левітана, Михайла Врубеля, Костянтина Коровіна, Філіпа Малявіна та інших.
Між авторами журналу не було повної згоди щодо питань розвитку мистецтва, що спричиняло полеміки. Зокрема, між А Б (криптонім Бенуа) та Мережковським у «Новому шляху».

## Розділи
У журналі були:

1. Художній та художньо-промисловий відділи

2. Літературний відділ

3. Хроніка

## Критика
Виданню опонував прихильник міметичної традиції Володимир Стасов, називаючи журнал «декадентським».